# Calme blanc
Pour plus de détails, voir Fiche technique et Distribution.
Calme blanc (Dead Calm) est un film australien réalisé par Phillip Noyce et sorti en 1989. Il s'agit d'une adaptation du roman du même nom de Charles Williams.

## Synopsis
Traumatisés par la mort de leur fils Danny dans un accident de voiture, John Ingram, commandant australien dans la marine militaire et sa femme Rae, décident de faire une croisière sur leur voilier. Pendant la traversée, le couple sauve un naufragé, Hughie Warriner. L'homme, choqué, explique que son bateau va couler à cause d'une tempête et que tous les membres d'équipage sont morts empoisonnés par des conserves avariées. John ne le croit pas et décide d'aller vérifier par lui-même. Une fois à bord, il découvre un équipage assassiné et retourne aussitôt à son bateau mais Hughie assomme Rae et remet le voilier du couple en route. Restée seule à bord avec le psychopathe, Rae va devoir utiliser toute son énergie et son intelligence pour duper son adversaire et revenir rechercher John, qui réfugié à bord du bateau désemparé, lutte lui aussi pour sa vie et pour sauver Rae.

## Fiche technique
- Titre français : Calme blanc
- Titre original : Dead Calm
- Réalisation : Phillip Noyce
- Scénario : Terry Hayes, d'après le roman de Charles Williams
- Musique : Graeme Revell
- Photographie : Dean Semler
- Montage : Richard Francis-Bruce
- Décors : Graham 'Grace' Walker
- Costumes : Norma Moriceau (en)
- Production : Terry Hayes, George Miller et Doug Mitchell
- Sociétés de production : Warner Bros. Pictures et Kennedy Miller Productions
- Pays de production :  Australie
- Format : couleurs - 2,35:1 - Dolby Surround - 35 mm
- Genre : horreur, thriller psychologique, drame
- Durée : 96 minutes
- Dates de sortie :
  - États-Unis : 7 avril 1989
  - Australie : 25 mai 1989
  - France : 23 août 1989

## Distribution
- Sam Neill  (VF : Bernard Murat) : le capitaine John Ingram, RAN.
- Nicole Kidman  (VF : Virginie Ledieu) : Rae Ingram
- Billy Zane  (VF : Éric Legrand) : Hughie Warriner

## Production
Le tournage s'est déroulé à Gold Coast, la grande barrière de corail, Hamilton Island et Sydney.

## Bande originale
- Who Stole The Isopropyl Alcohol, interprété par Tim O'Connor
- No-Mad, interprété par Tim O'Connor
- New York Turnpike, interprété par Tim O'Connor
- The Lion Sleeps Tonight, interprété par The Tokens
- Wired For Sound, interprété par SPK

## Distinctions

### Récompenses
- Meilleure musique, meilleure photographie, meilleur montage et meilleur son (Ben Osmo, Lee Smith et Roger Savage), lors des Australian Film Institute Awards en 1989.
- Meilleur montage son pour un film étranger, par la Motion Picture Sound Editors en 1990.

### Nominations
- Meilleur film, meilleur réalisateur, meilleur scénario adapté et meilleurs décors, lors des Australian Film Institute Awards en 1989.
- Meilleure actrice pour Nicole Kidman, par l'Académie des films de science-fiction, fantastique et horreur en 1991.

## Autour du film
- Sam Neill a rencontré sa femme, la maquilleuse Noriko Watanabe, sur le tournage du film.
- Calme blanc marque les débuts du compositeur Graeme Revell, récompensé depuis par le prix de la meilleure musique de film lors de la Mostra de Venise en 1997 pour Chinese Box.
- Dans la 22e saison des Simpsons, on note un clin d'œil au film dans l'épisode de Horror Show XXI.